# Biserica de rit ortodox vechi rus din Tiraspol
Biserica de rit ortodox vechi rus este o biserică amplasată pe str. Lunacearski nr. 29 în Tiraspol, Republica Moldova. Este un monument arhitectural de importanță națională inclus în Registrul monumentelor Republicii Moldova ocrotite de stat cu nr. 2 (municipiul Tiraspol). Datează din sec. al XIX-lea.